# Marshall Newhouse
Marshall Edward Newhouse (Dallas, 29 settembre 1988) è un giocatore di football americano statunitense che milita nel ruolo di offensive tackle per i Carolina Panthers della National Football League (NFL). Fu scelto nel corso del quinto giro (169º assoluto) del Draft NFL 2010 dai Green Bay Packers. Al college ha giocato a football a Texas Christian.

## Carriera professionistica

### Green Bay Packers
I Packers selezionarono Newhouse nel corso del quinto giro del Draft 2010 ma non giocò alcuna gara nella sua stagione rookie prima di essere posto in lista infortunati il 31 dicembre 2010.
Nella stagione 2011 invece, il giocatore disputò tutte le 16 partite stagionali, 12 delle quali come titolare, come tackle sinistro. I Packers terminarono col miglior record della lega, 15-1, ma furono eliminati anzitempo nei playoff dai New York Giants.
Nel 2012, Newhouse continuò a giocare come tackle sinistro titolare in tutte le 16 partite di stagione regolare e in due sfide di playoff.

### Cincinnati Bengals
Il 21 marzo 2014 firmò un contratto annuale con i Cincinnati Bengals. Chiuse con 15 partite di cui 5 da titolare e una di playoff.

### New York Giants
Il 10 marzo 2015, Newhouse firmò un contratto biennale del valore di 3,25 milioni di dollari con i New York Giants. Con i Giants giocò 25 partite di cui 20 da titolare, oltre a una nei playoff.

### Oakland Raiders
Il 9 marzo 2017, dopo essere diventato free agent, Newhouse firmò un contratto biennale del valore di 3,5 milioni di dollari, di cui 500.000 dollari garantiti, con gli Oakland Raiders. Dopo una stagione fu svincolato.

### Buffalo Bills
Nel 2018 Newhouse firmò con i Buffalo Bills.

## Palmarès
- Super Bowl : 1

Green Bay Packers: Super Bowl XLV
- National Football Conference Championship: 1

Green Bay Packers: 2010